# Phép tự đẳng cấu

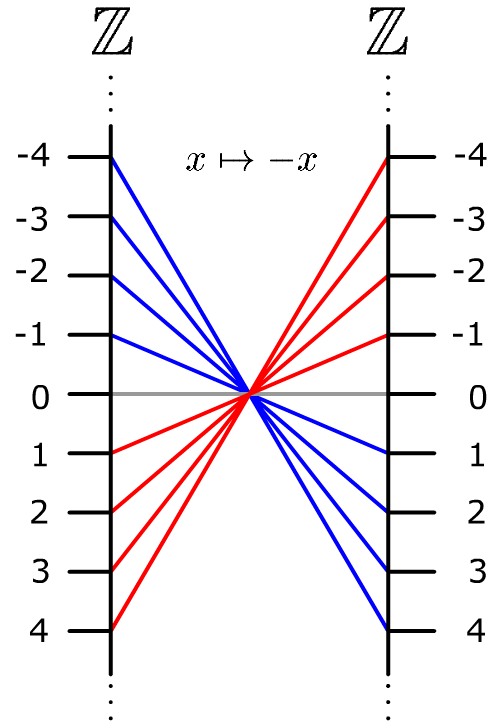
phép tự đẳng cấu

Trong toán học, một phép tự đẳng cấu là một phép đẳng cấu từ một đối tượng toán học đến chính nó. Theo một nghĩa nào đó, nó là một phiên bản đối xứng của đối tượng, và là một ánh xạ đối tượng đến chính nó trong khi vẫn bảo toàn tất cả các cấu trúc của nó. Tập hợp các phép tự đẳng cấu của một đối tượng tạo thành một nhóm, gọi là nhóm các phép tự đẳng cấu. Nói một cách gần đúng thì nhóm này là nhóm đối xứng của đối tượng..

## Định nghĩa
Định nghĩa chính xác của một phép tự đẳng cấu phụ thuộc vào loại "đối tượng toán học" trong câu hỏi và những gì, chính xác, tạo thành một "đẳng cấu" của đối tượng đó. Các thiết lập chung nhất trong đó những từ này có ý nghĩa là một nhánh trừu tượng của toán học được gọi là lý thuyết phạm trù. Lý thuyết phạm trù đề cập đến các đối tượng trừu tượng và hình thái học giữa các đối tượng đó.
Trong lý thuyết phạm trù, một phép tự đẳng cấu là một hình tượng thuần nhất (tức là một đẳng cấu từ một đối tượng đến chính nó) cũng là một phép đẳng cấu (theo nghĩa phạm trù của từ này).
Đây là một định nghĩa rất trừu tượng vì, trong lý thuyết phạm trù, các đẳng cấu không nhất thiết là các hàm và các đối tượng không nhất thiết phải là tập hợp. Tuy nhiên trong hầu hết các thiết lập cụ thể, các đối tượng sẽ là các tập hợp với một số cấu trúc bổ sung và các phép đẳng cấu sẽ là các hàm mà duy trì cấu trúc đó.